# 皇清 (張清安)
皇清（こうしん）は、中華人民共和国時代に中原皇清国を樹立し自立を称した張清安が建てた私年号。1982年。

## 西暦との対照表
| 皇清 | 元年   |
| 西暦 | 1982年 |
| 干支 | 壬戌   |